# Michelle's Song
Michelle's Song è un brano composto e interpretato dall'artista britannico Elton John. Il testo è di Bernie Taupin.
È una delle tracce di spicco dell'album Friends Soundtrack; questa in particolare è molto orchestrata, la melodia è dolce e la voce di Elton è molto calda. Il testo di Taupin parla ancora dell'amore tra i due protagonisti del film. Curiosamente, la canzone e l'intera colonna sonora ebbero uno straordinario successo rispetto all'omonimo film (decisamente un flop). Alla chitarra è presente Caleb Quaye, alla batteria Nigel Olsson e al basso Dee Murray (sarebbe stata questa la Elton John Band, se Quaye non avesse poi deciso di proseguire la sua carriera con gli Hookfoot). Comunque tutte le tracce sono di ottimo livello.